# Grupa wywiadowczo-dywersyjna Zet
Grupa wywiadowczo-dywersyjna „Zet” (ros. разведовательно-диверсионная группа "Зет") – specjalny oddział wojskowy Abwehry złożony z Azerów podczas II wojny światowej.

## Historia
Oddział został sformowany w 1942 r. w jednej ze szkół wywiadowczych działających pod patronatem Unternehmen Zeppelin. Składał się z byłych jeńców wojennych z Armii Czerwonej pochodzenia azerskiego, specjalistów od przemysłu naftowego. Na jego czele stanął Dżumszud Mamiedow. Oddział miał być przerzucony drogą lotniczą przez linię frontu na Półwysep Apszeroński, leżący na zachodnim wybrzeżu Morza Kaspijskiego, aby zniszczyć szyby naftowe i zbiorniki z ropą naftową. Podczas tej akcji Azerowie mieli występować w mundurach Armii Czerwonej. Z powodu odwrotu wojsk niemieckich z północnego Kaukazu operacja została odwołana.